# Festival du film de Sundance 2020
Le festival du film de Sundance 2020, 36e édition du festival (36th Sundance Film Festival), organisé par le Sundance Institute, se déroule du 23 janvier au 2 février 2020.

## Déroulement et faits marquants
Le 1er février 2020, le palmarès est dévoilé : le Grand prix du film de fiction est décerné au film Minari de Lee Isaac Chung qui reçoit aussi le prix du public,.

## Jurys
L'ensemble des membres des jurys sont dévoilés le 14 janvier 2020

### US Dramatic Competition Jury
- Rodrigo García, réalisateur  Colombie
- Ethan Hawke, acteur, réalisateur et producteur  États-Unis
- Dee Rees, scénariste, réalisatrice et productrice  États-Unis
- Isabella Rossellini, actrice  Italie  États-Unis
- Wash Westmoreland, réalisateur  États-Unis

### World Cinema Dramatic Competition Jury
- Haifaa al-Mansour, réalisatrice et scénariste  Arabie saoudite
- Wagner Moura, acteur et réalisateur  Brésil
- Alba Rohrwacher, actrice  Italie

## Sélection

### En compétition

#### US Dramatic Competition
- The 40-Year-Old Version de Radha Blank
- Blast Beat de Esteban Arango
- Charm City Kings de Angel Manuel Soto
- Dinner in America de Adam Rehmeier
- The Evening Hour de Braden King
- Farewell Amor de Ekwa Msangi
- Minari de Lee Isaac Chung
- Miss Juneteenth de Channing Godfrey Peoples
- Never Rarely Sometimes Always de Eliza Hittman
- Nine Days de Edson Oda
- Palm Springs de Max Barbakow
- Save Yourselves! de Alex Huston Fischer et Eleanor Wilson
- Shirley de Josephine Decker
- Sylvie's Love de Eugene Ashe
- Wander Darkly de Tara Miele
- Zola de Janicza Bravo

#### World Cinema Dramatic Competition
- Charter de Amanda Kernell
- Mignonnes de Maïmouna Doucouré
- Exil de Visar Morina
- High Tide de Verónica Chen
- Sans signe particulier de Fernanda Valadez
- Jumbo de Zoé Wittock
- Louxor de Zeina Durra
- Possessor de Brandon Cronenberg
- Summer White de Rodrigo Ruiz Patterson
- Surge de Aneil Karia
- L'Indomptable Feu du printemps de Lemohang Jeremiah Mosese
- Yalda, la nuit du pardon de Massoud Bakhshi

### Hors compétition

#### Premieres
- Downhill de Nat Faxon et Jim Rash
- Dream Horse de Euros Lyn
- Falling de Viggo Mortensen
- The Father de Florian Zeller
- Four Good Days de Rodrigo García
- The Glorias de Julie Taymor
- Herself de Phyllida Lloyd
- Horse Girl de Jeff Baena
- Ironbark de Dominic Cooke
- Kajillionaire de Miranda July
- The Last Shift d'Andrew Cohn
- Sa dernière volonté (The Last Thing He Wanted) de Dee Rees
- Lost Girls de Liz Garbus
- The Nest de Sean Durkin
- Promising Young Woman de Emerald Fennell
- Sergio de Greg Barker
- Tesla de Michael Almereyda
- Uncle Frank de Alan Ball
- Wendy de Benh Zeitlin
- Worth de Sara Colangelo

#### Documentary Premieres
- Aggie de Catherine Gund
- Assassins de Ryan White
- Disclosure: Trans Lives On Screen de Sam Feder
- The Dissident de Bryan Fogel
- Giving Voice de James D. Stern
- The Go-Go's de Alison Ellwood
- Happy Happy Joy Joy - The Ren & Stimpy Story de Ron Cicero et Kimo Easterwood
- Natalie Wood: What Remains Behind de Laurent Bouzereau
- Okavango: River of Dreams (Director's Cut) de Dereck Joubert et Beverly Joubert
- Rebuilding Paradise de Ron Howard
- Taylor Swift: Miss Americana de Lana Wilson
- Untitled Kirby Dick/Amy Ziering Film de Kirby Dick et Amy Ziering
- Vivos de Ai Weiwei

## Palmarès

### Longs métrages

#### US Dramatic Competition
- Grand Jury Prize - U.S. Dramatic : Minari de Lee Isaac Chung
- U.S. Dramatic Audience Award : Minari de Lee Isaac Chung
- U.S. Dramatic Directing Award : Radha Blank pour The 40-Year-Old Version

#### US Documentary Competition
- Grand Jury Prize - U.S. Documentary : Boys State de Jesse Moss

#### World Cinema Dramatic Competition
- World Cinema Grand Jury Prize - Dramatic : Yalda, la nuit du pardon de Massoud Bakhshi
- World Cinema Dramatic Audience Award : Sans signe particulier de Fernanda Valadez
- World Cinema Dramatic Directing Award : Maïmouna Doucouré pour Mignonnes